# خوان لاریوس
خوان لاریوس (انگلیسی: Juan Larios؛ زادهٔ ۱۲ ژانویهٔ ۲۰۰۴) بازیکن فوتبال اهل اسپانیا است.
وی همچنین در تیم‌های ملی فوتبال زیر ۱۵ سال اسپانیا، زیر ۱۸ سال اسپانیا، و زیر ۱۹ سال اسپانیا بازی کرده‌است.